# Ricardo Lobo
Ricardo Lobo (* 20. Mai 1984 in Campinas) ist ein ehemaliger brasilianischer Fußballspieler.

## Karriere
Ricardo begann seine Karriere 2004 beim Erstligisten Guarani FC. Danach spielte er bei Criciúma EC, CE Nova Esperança, EC Águia Negra und CA Metropolitano. 2010 unterschrieb er einen Vertrag beim japanischen Zweitligisten Tochigi SC, bestritt 67 Zweitligaspiele und schoss dabei 28 Tore. 2012 wechselte er zum Erstligisten Kashiwa Reysol. Sommer 2012 wechselte er zum Zweitligisten JEF United Chiba. 2013 unterschrieb er einen Vertrag beim zyprischen Doxa Katokopia. 2014 wechselte er zum japanischen Zweitligisten Ehime FC. Von 2015 bis 2016 spielte er bei Doxa Katokopia und Tochigi SC. 2017 kehrte er nach Brasilien zurück.